# Sandra Margaret Burrows
Sandra Margaret Burrows (1959) es una botánica, ilustradora, y horticultora sudafricana, con intereses científicos en helechos. Desarrolla actividades académicas y científicas en la Unidad de Etnobotánica, South African National Biodiversity Institute (SANBI), y ha identificado y nombrado nuevos taxones para la ciencia como autora principal.
Posee un registro de IPNI, de nueve identificaciones nuevas para la ciencia de especies, publicándolas en: Bothalia; Bot. J. Linn. Soc.

## Obra

### Nuevos taxones para la ciencia
Especies
- (Asparagaceae) Asparagus elephantinus S.M.Burrows[3]

- (Asparagaceae) Asparagus hirsutus S.M.Burrows[4]

- (Asparagaceae) Asparagus sylvicola S.M.Burrows[5]

- (Fabaceae) Acacia latispina J.E.Burrows & S.M.Burrows[6]

- (Fabaceae) Vachellia latispina (J.E.Burrows & S.M.Burrows) Kyal. & Boatwr.[7]

- (Rubiaceae) Didymosalpinx callianthus J.E.Burrows & S.M.Burrows[8]

- (Rubiaceae) Oxyanthus biflorus J.E.Burrows & S.M.Burrows[9]

- (Schizaeaceae) Mohria caffrorum (L.) Desv. var. ferruginea J.E.Burrows & S.M.Burrows[10]

- (Velloziaceae) Xerophyta vallispongolana J.E.Burrows, S.M.Burrows & Behnke[11]

### Algunas publicaciones
- neil r. Crouch, ronell r. Klopper, john Burrows, sandra m. Burrows. 2011. Ferns of Southern Africa : A Comprehensive Guide. Publicó Struik Publishers (Pty) Ltd. 760 p. 1750 fotos, 100 il. 300 cartas distribución. ISBN 1770079106 ISBN 9781770079106

- La abreviatura «S.M.Burrows» se emplea para indicar a Sandra Margaret Burrows como autoridad en la descripción y clasificación científica de los vegetales.[12]